# 即席!明るい改造計画
『即席!明るい改造計画』（そくせきあかるいかいぞうけいかく）は、1994年4月11日から同年9月12日まで日本テレビ系列局で放送されていた読売テレビ製作のドキュメントバラエティ番組である。放送時間は毎週月曜 19:30 - 20:00 （日本標準時）。

## 概要
「○○になりたい」「弱点を克服したい」と考えている一般人にスポットを当て、彼らが自己「改造」を完遂するまでの過程を追っていた。といっても、真面目なドキュメント要素はほぼなく、常人には理解しがたい願望や意味不明の行動に努力をしている人をイジり、番組が提案したこじつけでの「改造達成」のゴールに向かうよう演技を要求する、素人弄りととわかり易すぎてギャグとなっているやらせで成り立っていた番組であった。

## 出演者

### スタジオMC
- 研ナオコ
- 関根勤
- 今田耕司  - リポーターも兼任。

### リポーター
- 東野幸治

### ナレーター
- 早見淳平
- 國府田マリ子 - コーナーナレーションを担当[1]。

## エンディングテーマ
- 素直がいつもたりなくて（神崎まき）

## スタッフ
- 構成：川崎良、高須光聖／三木聡、とちぼり元、柏田眞志、岡本尚也、高橋一博
- TD：富沢義明
- カメラ：宇野直樹
- 音声：佐藤友昭
- VE：橋本慶一
- 照明：和田博
- VTR：田中拓己
- CGタイトル：大西憲司
- 編集：臼井浩一
- MA：前島真一
- 音効：十川公男
- TK：吉条雅美
- 美術制作：上村正三
- デザイン：金子隆
- 美術進行：渡辺真澄
- 大道具：福井健司
- 電飾：多田洋
- メイク：加納ひろみ
- ロケメイク：ベレッツァ・ステューディオ
- ロケスタイリスト：吉田淳
- 技術協力：パビック、共立、ビデオフォーカス、ザ・チューブ
- 協力：読売テレビ多摩スタジオ
- 美術協力：フジアール
- ディレクター：竹内伸治（読売テレビ）、田辺馴伊地、藤原克哉
- プロデューサー：竹内伸治（読売テレビ）、天笠ひろ美（ザ・ワークス）
- チーフプロデューサー：小谷松和弘（読売テレビ）、加藤敏男（ザ・ワークス）
- 制作協力：THE WORKS
- 制作著作：よみうりテレビ